# Ram-Dao
Das Ram-Dao ist ein Opferschwert aus Nepal und Indien. Es ist ein religiöses und traditionelles Werkzeug und wird normalerweise nicht zum Kampf benutzt.

## Geschichte
Das Ram-dao entstand in Nepal und Indien als rituelles Opferschwert, das bei religiösen Zeremonien benutzt wird. Der Ram-Dao dient dazu, Opfertiere zu enthaupten. Dies soll mit einem Schlag geschehen. Das Ram-Dao wird in vielen verschiedenen Klingenformen und Dekoren angefertigt. Einem ähnlichen Verwendungszweck dient das indische Nayar-Tempelschwert.

## Beschreibung
Das Ram-Dao hat eine schwere, einschneidige Hiebklinge ohne Hohlschliff und ohne Parier. Charakteristisch ist die Klinge, welche bis etwa drei Viertel ihrer Länge gerade läuft und biegt dann in einem mehr oder weniger ausgeprägten S-förmigen Bogen nach oben. Die Klinge ist so konstruiert, dass das meiste Gewicht in dem vorderen Bereich verteilt ist, um die Schlagwucht zu erhöhen. Der Heft (Griff) besteht aus Holz, Horn, Leder oder Elfenbein. Vielfach gibt es Dekorationen aus z. B. aus Messing, Gravuren und Bemalungen.